# 降旗元太郎

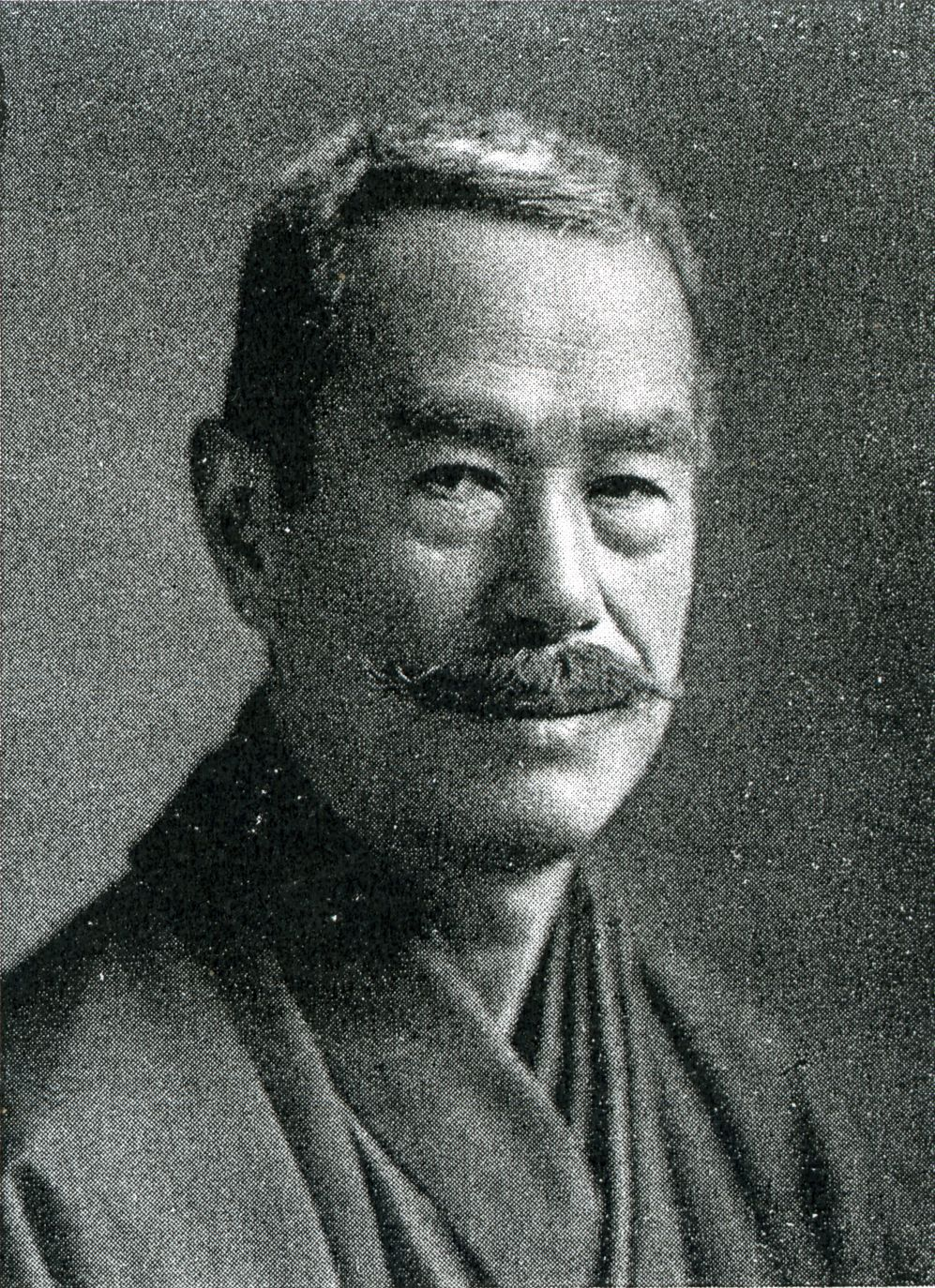
降旗元太郎

降旗 元太郎（ふるはた もとたろう、元治元年5月7日（1864年6月10日） - 昭和6年（1931年）9月15日）は、日本の衆議院議員（憲政党→憲政本党→立憲同志会→憲政会→立憲民政党）。

## 経歴
信濃国筑摩郡本郷村（現在の長野県松本市）出身。郷里で漢学を学んだ後、慶應義塾に入学した。1882年、東京専門学校（現在の早稲田大学）に転入学し、1885年に同校邦語政治科を卒業した。卒業後は帰郷し、1886年に信陽日報（のち信濃日報）の社長となった。さらに本郷蚕種業組合組長・信濃蚕業伝習所長などの役職を歴任して、養蚕業の発展に貢献した。その他、出獄人保護院も設立している。
1888年、長野県会議員に選出され、1891年には信濃民党を組織した。1898年、第5回衆議院議員総選挙に立候補し、当選。河野広中、中村弥六、花井卓蔵とともに普通選挙の実現に尽力した。加藤高明内閣で鉄道政務次官・陸軍政務次官、第1次若槻内閣で海軍政務次官を歴任した。

## 親族
- 長男 降旗徳弥（衆議院議員・逓信大臣）
  - 孫 降旗康男（映画監督）
- 次男 高橋金弥（医学者、東筑摩郡朝日村の高橋家に養子入り）
- 三男 降旗英弥（住友銀行副頭取）
  - 孫 降旗健人（伊藤忠商事副社長）

## 評伝
- 井上義和『降旗元太郎の理想 名望家政治から大衆政治へ』〈近代日本メディア議員列伝2〉創元社 2023年。ISBN 978-4422301020